# Salsola drummondii
Salsola drummondii är en amarantväxtart som beskrevs av Oskar Eberhard Ulbrich. Salsola drummondii ingår i släktet sodaörter, och familjen amarantväxter. Inga underarter finns listade i Catalogue of Life.